# Fünfmühlental

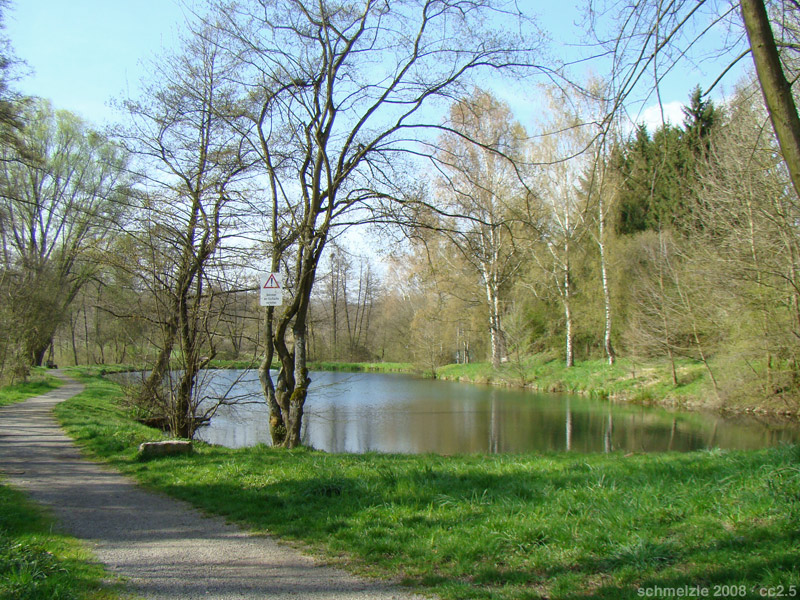
Der Fischersee bei der Kugelmühle im Fünfmühlental

Das Fünfmühlental bei Bad Rappenau in Baden-Württemberg ist das Tal des Mühlbachs, eines linken Zuflusses zum Neckar, in dem fünf historische Mühlen stehen.

## Geographie

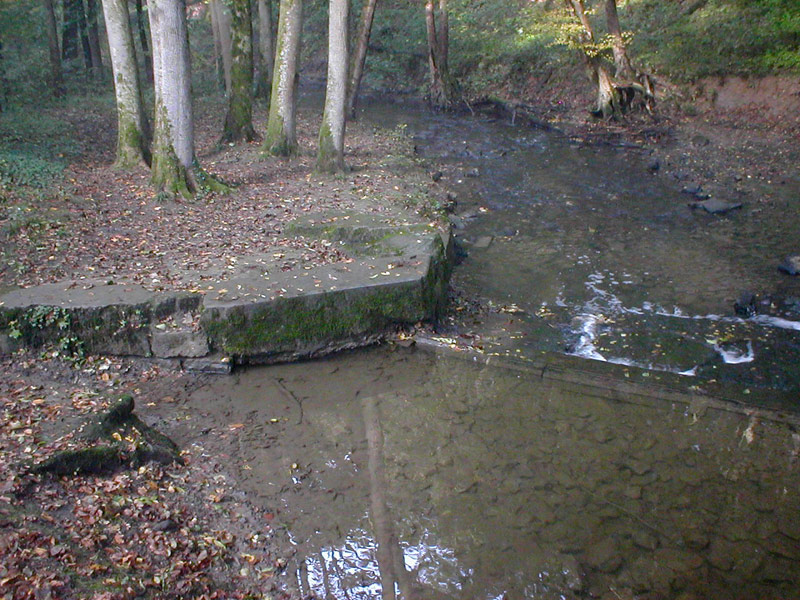
Abzweig eines alten Mühlgrabens vom Mühlbach

Der Mühlbach entspringt bei Babstadt und fließt östlich nach Bad Rappenau, wo ihm spitz von links der Raubach zufließt und er den Graben des Wasserschlosses Bad Rappenau speist. Auf der kurzen Strecke bis nach Zimmerhof wendet sich der Bach dann recht schnell nach Norden, vor dessen Dorfgrenze fließt ihm von links noch der aus dem Waldsee im Westnordwesten kommende Dobach zu. Nach dem Dorf beginnt unterhalb des Zimmerhofer Gutshofes ein mehr naturnaher Talabschnitt, der gewöhnlich allein als Fünfmühlental bezeichnet wird: Zunächst passiert der Bach auf kurzer Strecke die Kugelmühle im Mündungsdreieck des ebenfalls von Westnordwest kommenden Tiefenbachs, der kurz vor seiner Einmündung noch zum Römersee angestaut ist, und den Fischersee. Gleich nach einer Kläranlage fließt ihm aus Nordwest der Siegelsbach zu, ehe der Mühlbach in ein enger werdendes Tal eintritt mit beidseitigen Waldhängen teilweise bis ans Ufer herab; 1970 wurden 75 Hektar dieses Walds zu Bannwald erklärt. Durch das Gefälle und weitere Zuflüsse gewinnt der Mühlbach in diesem Talabschnitt an Fließgeschwindigkeit und Volumen.
Hier stehen nacheinander die Barthsmühle, die Sommersmühle und die Schnepfenhardter Mühle. Sie grenzen selbst nicht ans Bachufer, vielmehr führten ihnen abgezweigte Mühlgräben das Wasser zu. Im Unterlauf nach der Schnepfenhardter Mühle wendet sich der Bach für etwa 1 km nach Nordosten und nimmt dann zu Füßen des Bergsporns im Osten, auf dem die Burg Guttenberg steht, wieder seine vorige nördliche Richtung. Unterhalb der Burg und mit dem alten Ortskern von Neckarmühlbach zur Rechten bei der Maysackschen Mühle verlässt der Mühlbach sein Waldtal: Hier endet das Fünfmühlental und der Bach selbst mündet nach wenigen hundert Metern in dessen hier recht breiter Aue in den Neckar.
Der Bach ist knapp zwölf Kilometer lang. Er beginnt seinen Lauf im Weichbild Babstadts auf knapp 245 m und mündet auf etwas über 140 m in den Neckar, die gesamte Höhendifferenz beträgt also etwas unter 105 Meter. Sein Einzugsbereich erstreckt sich auf etwa 29 km², er liegt hauptsächlich zu seiner Linken, da ab dem Mittellauf der rechts in weniger als 3 km Entfernung ungefähr parallel nach Norden fließende Neckar konkurriert. Anfangs läuft der Mühlbach in begradigtem Bett, im Stadtbereich von Bad Rappenau sogar größtenteils verdolt, hinter Zimmerhof dann und bis Neckarmühlbach in natürlichen Mäandern.
Noch bis ins 20. Jahrhundert soll der Mühlbach von der Mündung aufwärts bis etwa zur Barthsmühle fisch- und krebsreich gewesen sein.

## Die Mühlen im Fünfmühlental

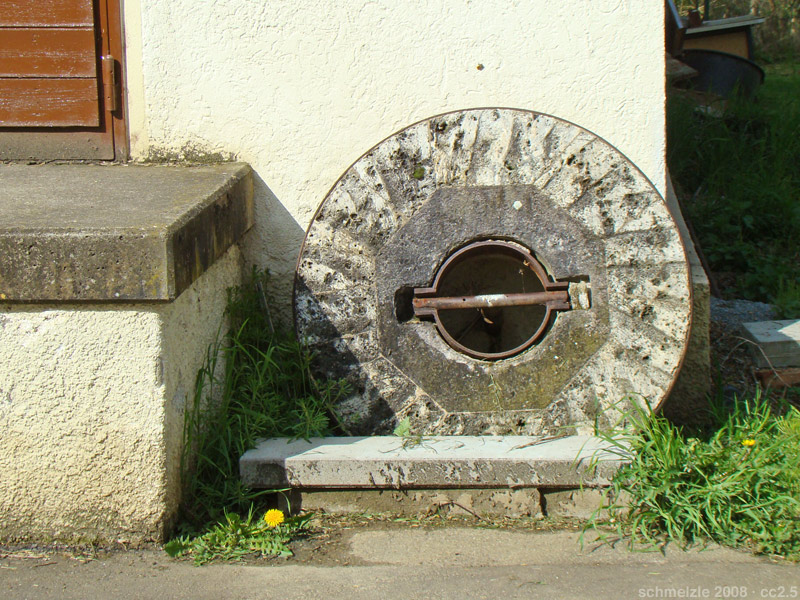
Mahlstein bei der Kugelmühle

Ursprünglich standen am Mühlbach sechs Wassermühlen, von denen heute nur noch fünf vorhanden sind. Die vier ältesten Mühlen liegen am Unterlauf und im engen und steilen Tal des Mühlbachs, wo es durch den Zufluss von Seitenbächen auch in trockenen Jahren genug Wasserkraft gab. Die oberhalb des Waldtals gelegene Kugelmühle wurde als fünfte Mühle 1690 erbaut. Die sechste Mühle, die Rappenauer Mühle, stand noch weiter oben am Bachlauf, etwa wo heute der Bad Rappenauer Kurpark liegt. Dort war der Mühlbach vermutlich durch ein Wehr angestaut. Diese erst um 1710 erbaute Mühle war schon 1790 baufällig und wurde abgerissen.
Die Mühlen wurden von Holzrädern angetrieben, das Wasser wurde ihnen mit Wehren und über Mühlgräben zugeleitet. Sie mahlten überwiegend Getreide und hatten einen oder zwei Mahlgänge sowie einen Gerbgang zum Entkernen des Dinkels. Im ausgehenden Mittelalter gehörten die Mühlen den jeweiligen Grundherren, die Mühlenbann und Mahlzwang einführten. Um 1800 gingen die Mühlen in den Besitz der Müller über, die dadurch mitunter zu Wohlstand kamen und öffentliche Ämter bekleideten. Es gab Müllerdynastien, deren Angehörige über Generationen auf Mühlen saßen, im Fünfmühlental unter anderen die Familien Nischinger, Sommer und Barth.
In der Zeit vor und nach dem Ersten Weltkrieg ersetzte man die Wasserräder der Mühlen durch Turbinen und modernisierte generell ihre Technik, trotzdem wurde ihr Betrieb zusehends unwirtschaftlicher. Die Barthsmühle stellte das Mahlen bereits um 1920 ein, drei weitere Mühlen legte man um das Jahr 1960 still, als letzte im Tal lief die Maysacksche Mühle noch bis 1980.
Im Folgenden werden die heute noch vorhandenen Mühlenanwesen in talwärtiger Richtung beschrieben.

### Kugelmühle

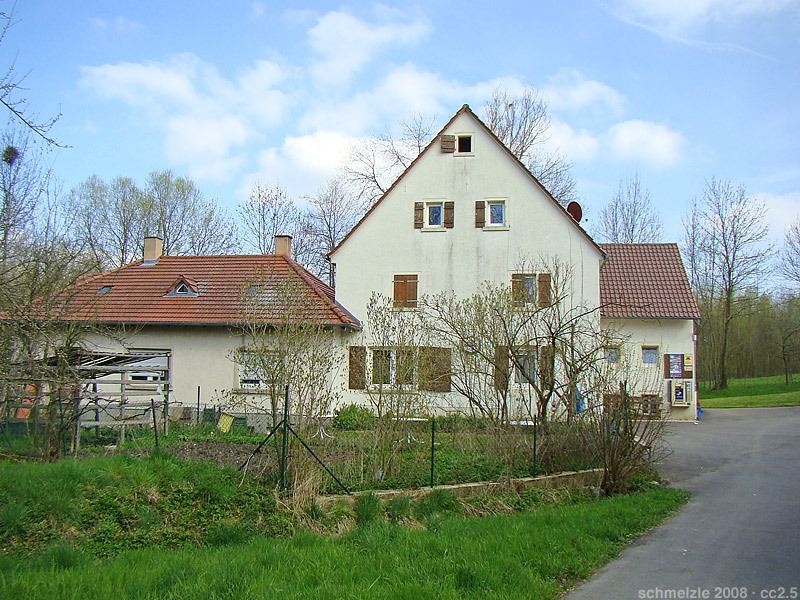
Kugelmühle

Die Kugelmühle ▼ nördlich von Zimmerhof erbaute um 1690 Samuel Heß. Das 1717 erstmals Kugelmühle genannte Anwesen hat seinen Namen von der zugehörigen Kugelwiese. Im 18. Jahrhundert war sie Bannmühle für den weiter südwestlich liegenden Ort Babstadt. Das Wasser für den Mühlbetrieb entnahm man sowohl dem Mühlbach wie auch dem wenig westlich der Mühle zum Römersee angestauten Tiefenbach; Teile der Mühlgräben haben sich bis heute erhalten. Das jetzige Gebäude wurde 1784 neu erbaut. Unter den Müllern der Kugelmühle waren zwei Bürgermeister von Zimmerhof: Johann Jacob Meyding († 1850) und Wilhelm Friedrich (1875–1951). Der Mühlbetrieb in der Kugelmühle endete 1958, später wurde von Nachkommen des letzten Müllers in der Mühle ein Schankbetrieb eingerichtet.

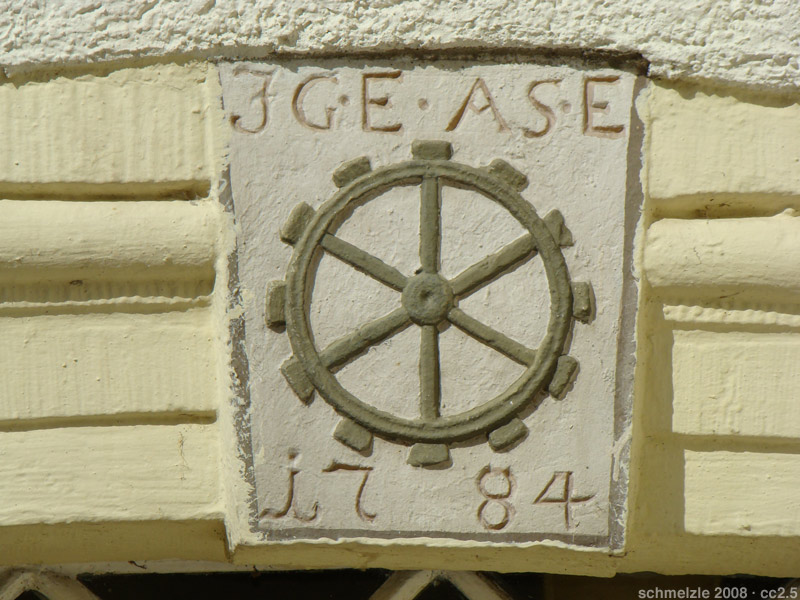
Portalstein der Kugelmühle, datiert 1784
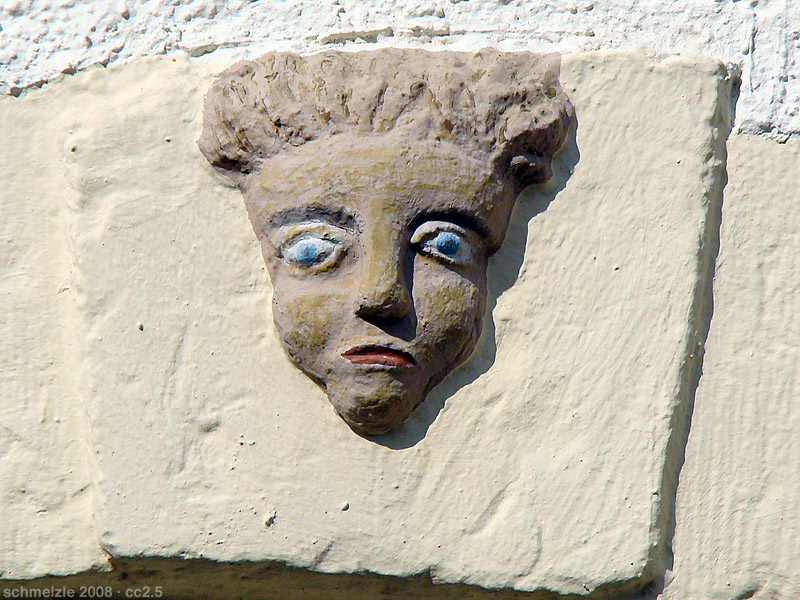
Neidkopf an der Kugelmühle
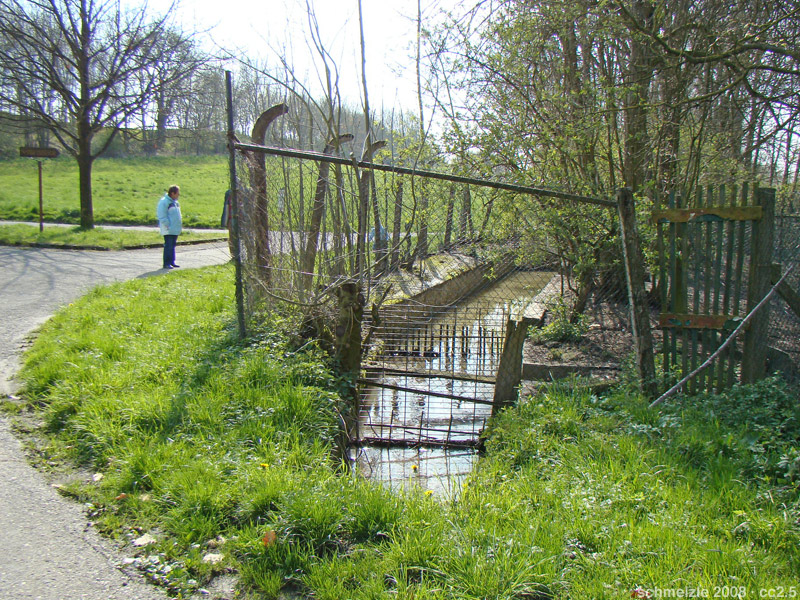
Rest des vom Tiefenbach kommenden Mühlgrabens

### Barthsmühle

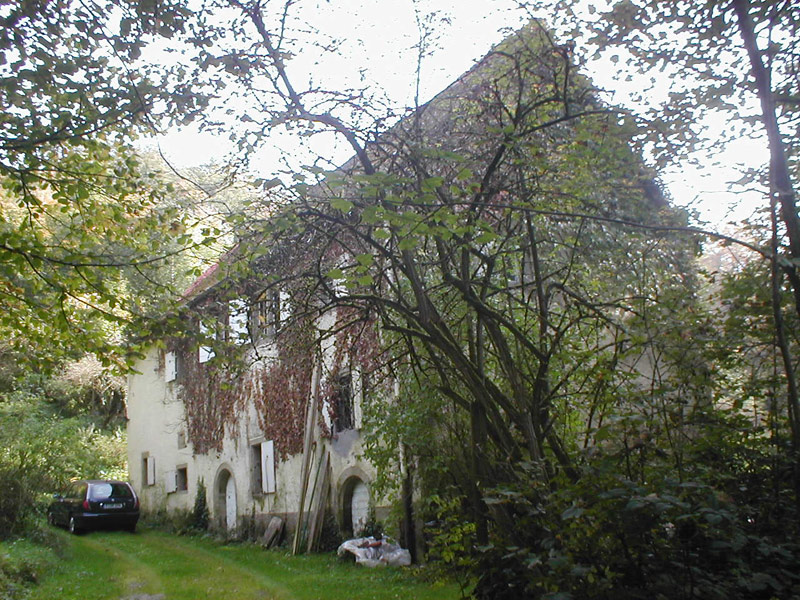
Barthsmühle

Die Barthsmühle (Obere Mühle) ▼ wurde bereits 1596 als Haberkornmühle erwähnt. Sie war im Besitz derer von Ehrenberg, kam 1658 an die Herren von Helmstatt und später über den Baron von Schade in Privatbesitz. Die Mühle hatte auch eine Konzession für die südwestlich gelegenen Orte Treschklingen und Babstadt. Der Name Barthsmühle kommt von der Müllerfamilie Barth, die von 1811 bis 1878 die Mühle besaß und einen zweiten Mahlgang installierte. Die letzte Müllerfamilie stellte das Mahlen um 1920 ein. 1921 kam das Anwesen in den Besitz der damaligen Gemeinde Zimmerhof, 1936 wurde es als Wohnhaus an Privatleute verkauft.

### Sommersmühle

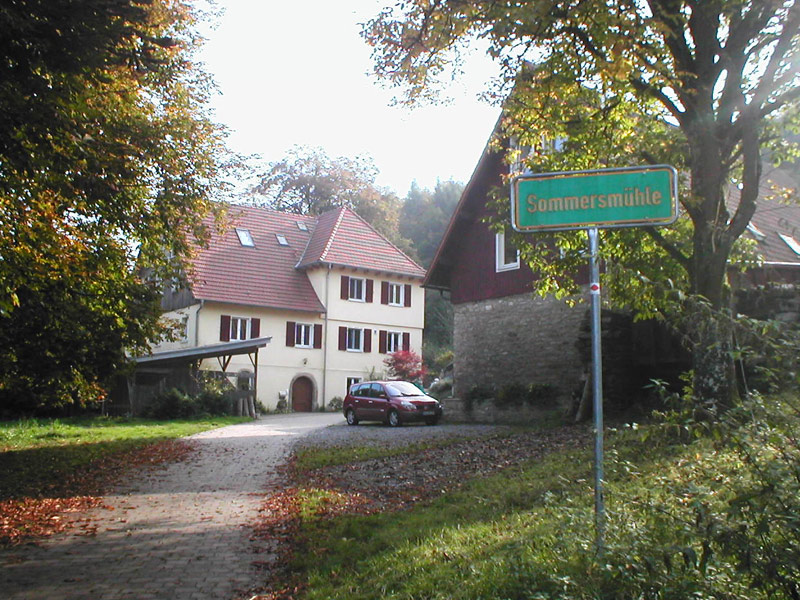
Sommersmühle

Die Sommersmühle (Mittlere Mühle) ▼ war ebenfalls Ehrenberger Besitz und besteht zumindest seit dem 16. Jahrhundert. Die Mühle hatte als einzige der Mühlen des Tals um 1700 zwei Mahlgänge, später kam noch ein Gerbgang, eine Hanfreibe und eine Sägemühle hinzu. Den Namen hat die Mühle von der Pächterfamilie Sommer, der die Mühle von 1787 bis etwa 1910 gehörte und die das 1736 erneuerte Gebäude 1825 neu erbaute. Der Mühlbetrieb endete zu Beginn der 1960er Jahre. 1995 brannte das Anwesen aus, wurde im Jahr 2001 einer grundlegenden Renovierung unterzogen und dient heute als Wohnhaus. Um die Sommersmühle befindet sich seit 1978 ein Wildgehege.

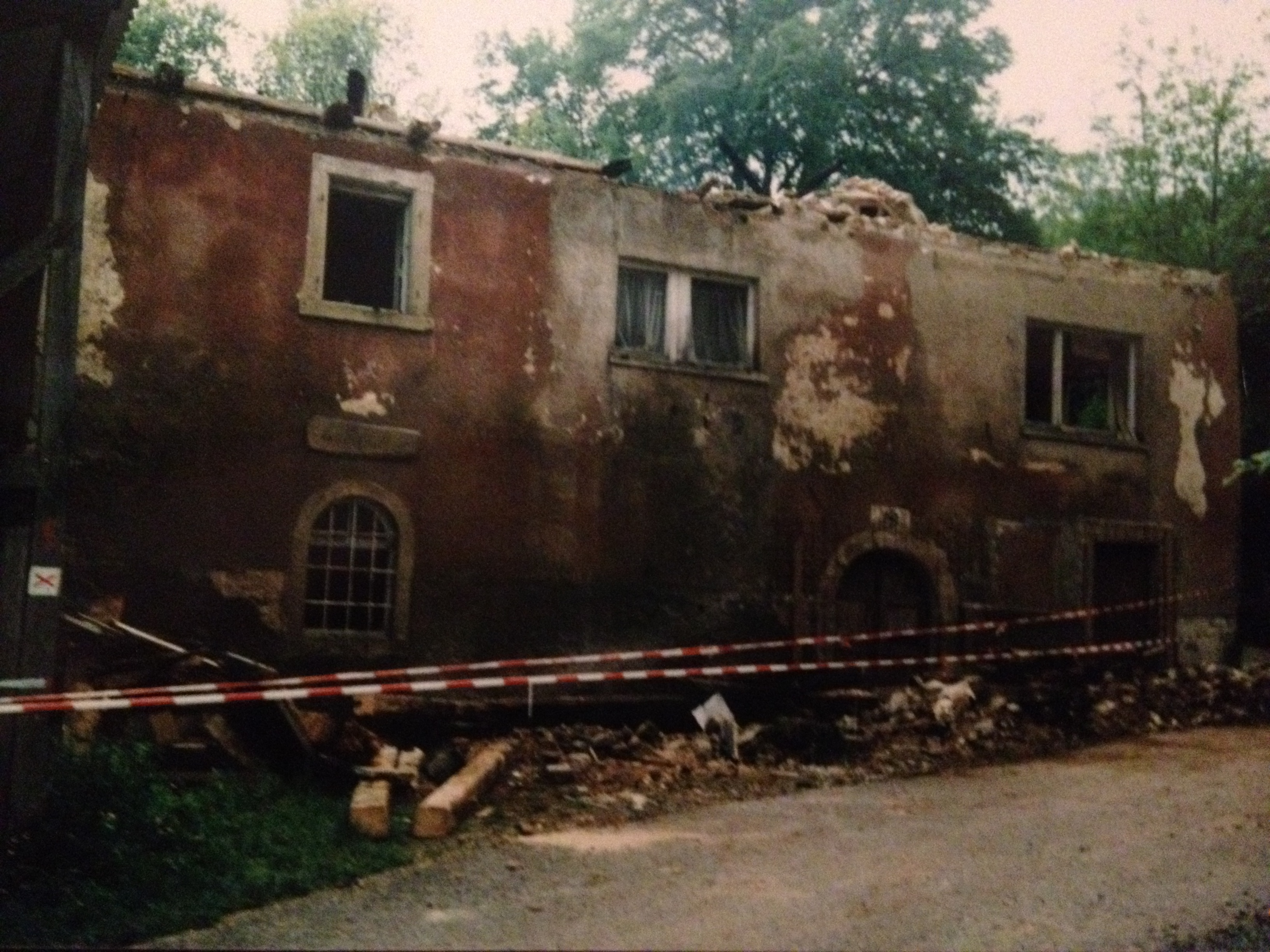
Die Ruine nach dem Brand 1995 von Norden
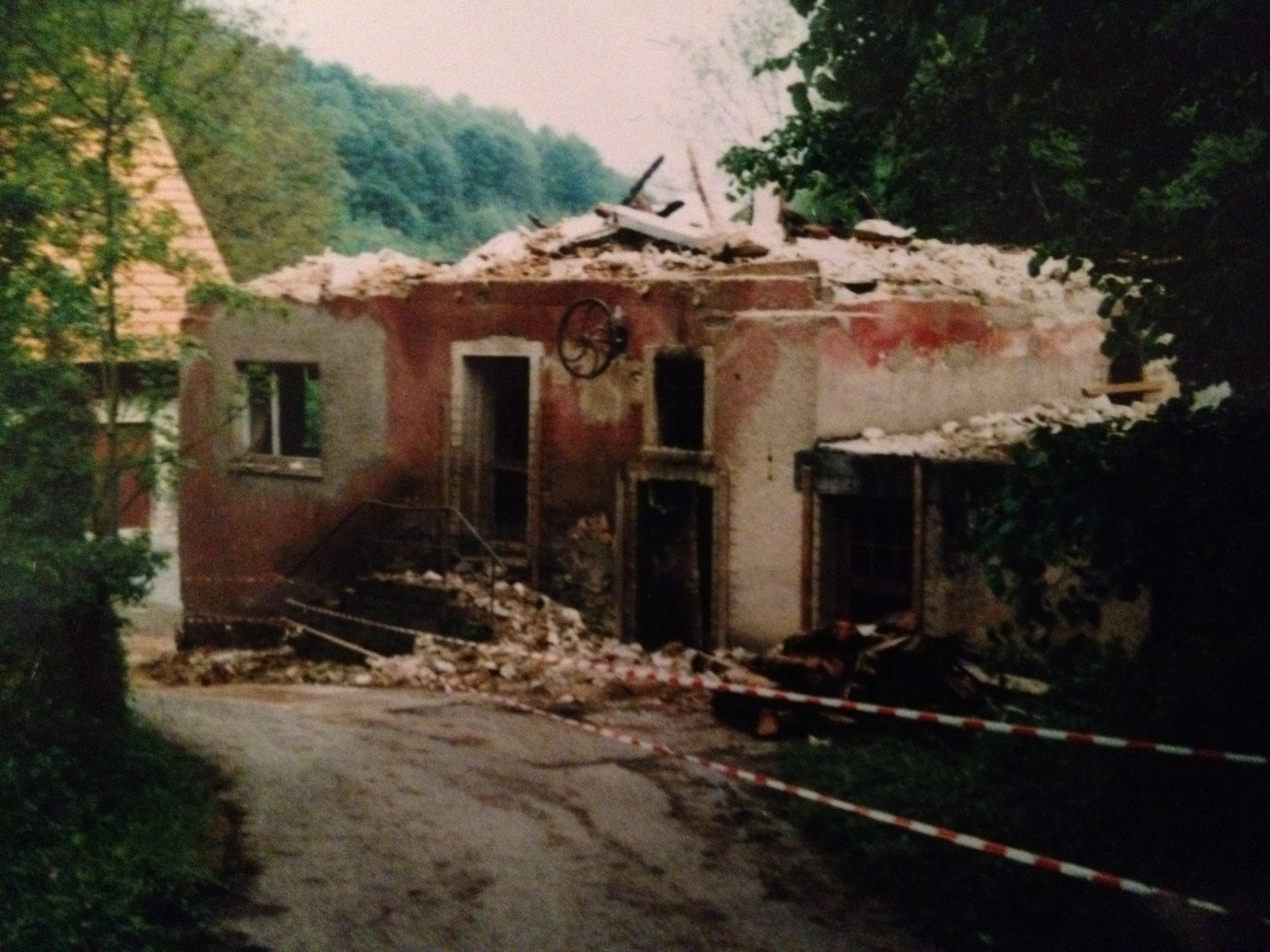
… und von Süden

### Schnepfenhardter Mühle

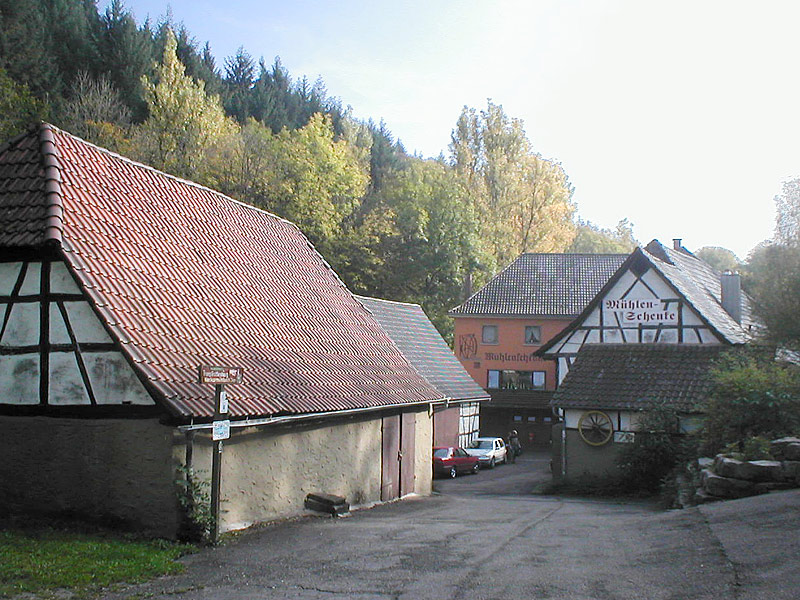
Schnepfenhardter Mühle

Die Schnepfenhardter Mühle ▼wurde 1358 erstmals erwähnt und gehörte damals bereits zu Siegelsbach, zunächst noch im Besitz der Grundherren, seit 1544 im Besitz der Gemeinde. Ab dem 17. wird die Mühle auch als Grundmühle bezeichnet. 1785 wurde ein Kellergebäude, 1859 das Mühlengebäude neu errichtet. 1861 kam eine Hanfreibe hinzu. Ab den 1930er Jahren hatte die Mühle vor allem Kunden unter den Schiffern aus Haßmersheim, die hier die Mehlvorräte für ihre langen Reisen mahlen ließen. 1957 wurde die Anlage durch Brand teilweise zerstört, woraufhin die Besitzerfamilie die Konzession zurückgab und das Anwesen sukzessive zur Gastwirtschaft Mühlenschenke umbaute.

### Maysacksche Mühle

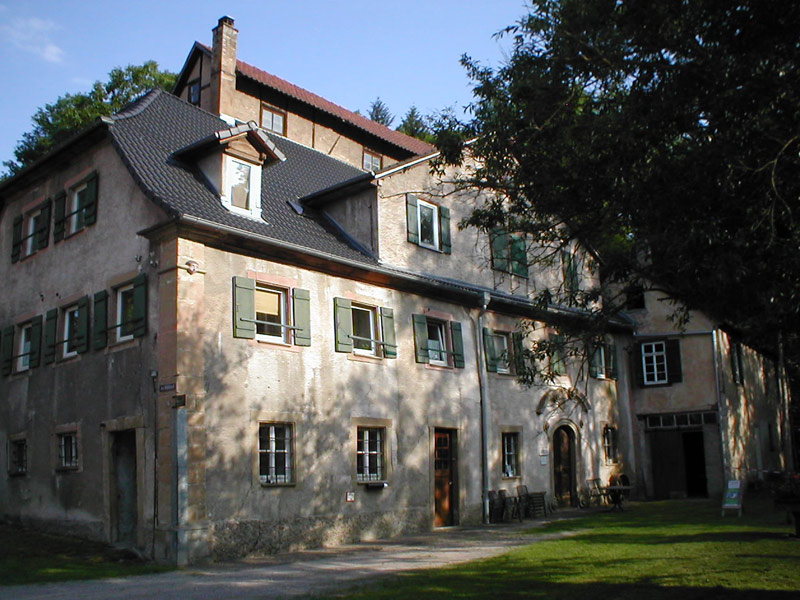
Maysacksche Mühle in Neckarmühlbach

Die Maysacksche Mühle ▼ liegt kurz vor der Einmündung des Mühlbachs in den Neckar in Neckarmühlbach und ist seit 1357 als Burgmühle der Burg Guttenberg nachgewiesen. Die Mühle war Bannmühle der jeweiligen Burgherren. Ihr heutiges Aussehen hat die Mühle seit dem 18. Jahrhundert. Der Name geht auf Johannes Maysack (1763–1840) zurück, der als letzter Bestandsmüller bis 1808 in Dienst war. 1808 wurde sie an den badischen Staat verkauft, der hier bis 1820 vergeblich Solebohrungen unternahm. Am 28. Februar 1820 erwarb Johannes Maysack für seinen Sohn Bernhard die Mühle, die 1824 durch ein Neckarhochwasser stark beschädigt wurde. Von diesem Hochwasser zeugt noch eine Hochwassermarke am nahen ehemaligen Gasthaus Schiff. Der Mühlenbetrieb wurde von der Familie Maysack über fünf Generationen fortgeführt und erst 1980 eingestellt. Die Mühle war an Mühlentagen gelegentlich zur Besichtigung geöffnet. Beim Mühlentag 2007 führte der Heimatforscher und letzte Müller, Ludwig Maysack (1911–2008), noch persönlich in ihre Geschichte ein.

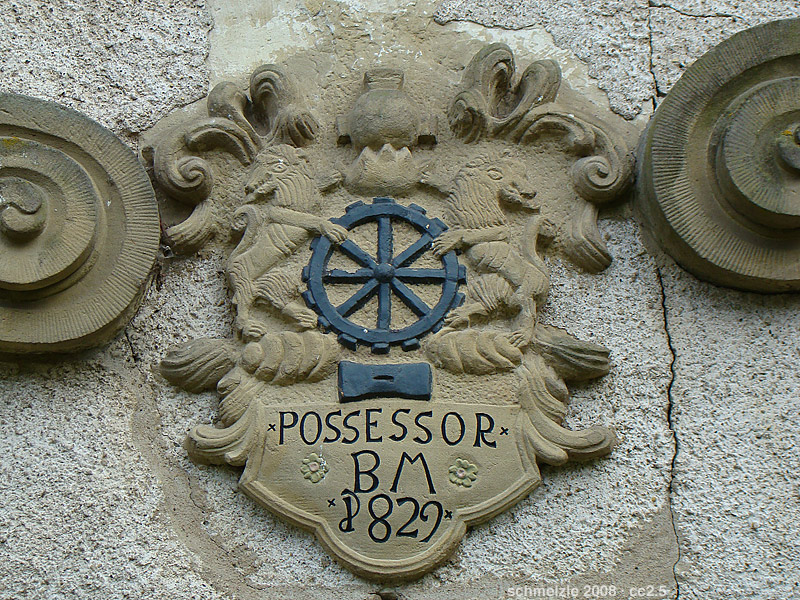
Portal der Maysackschen Mühle
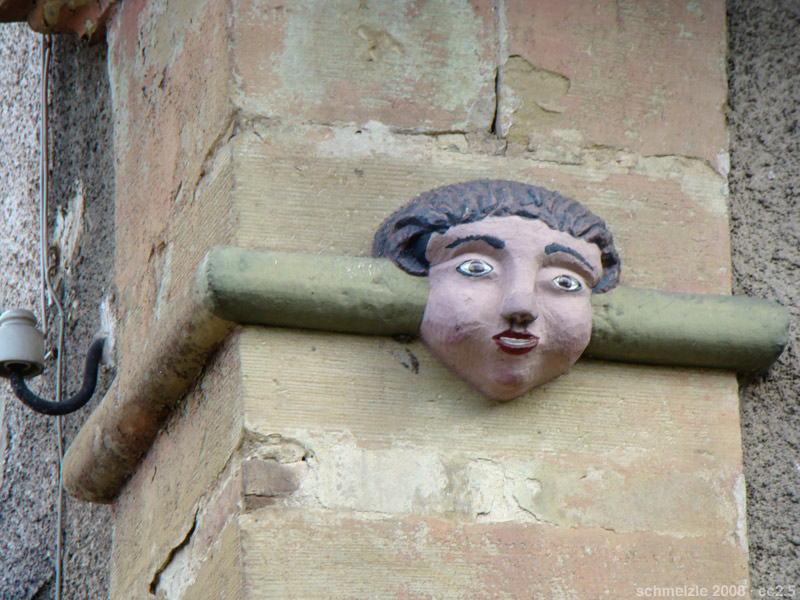
Neidkopf an der Maysackschen Mühle
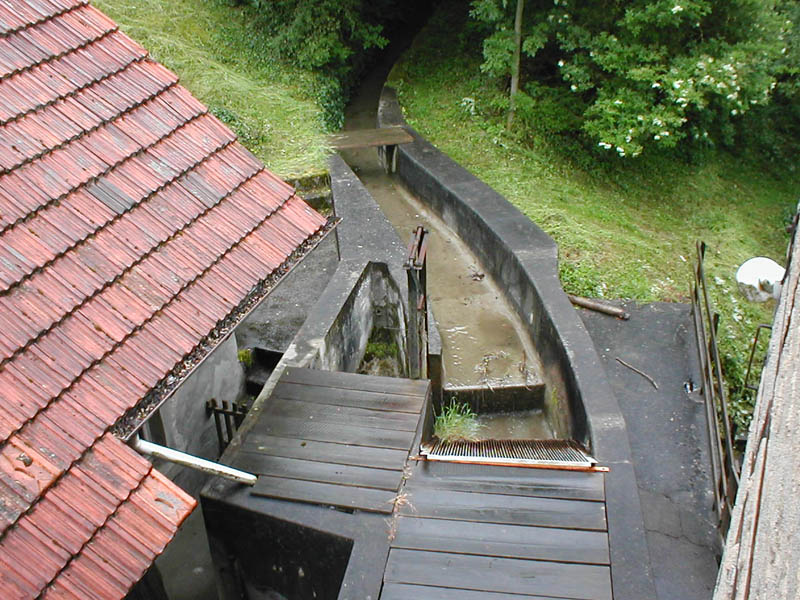
Mühlgraben der Maysackschen Mühle
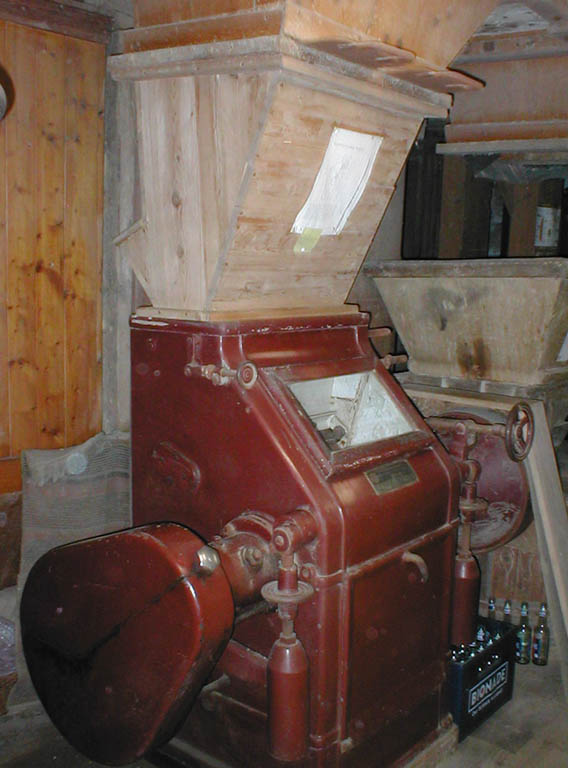
Mahlstuhl der Maysackschen Mühle

## Weitere Sehenswürdigkeiten am Mühlbach und seinen Zuläufen

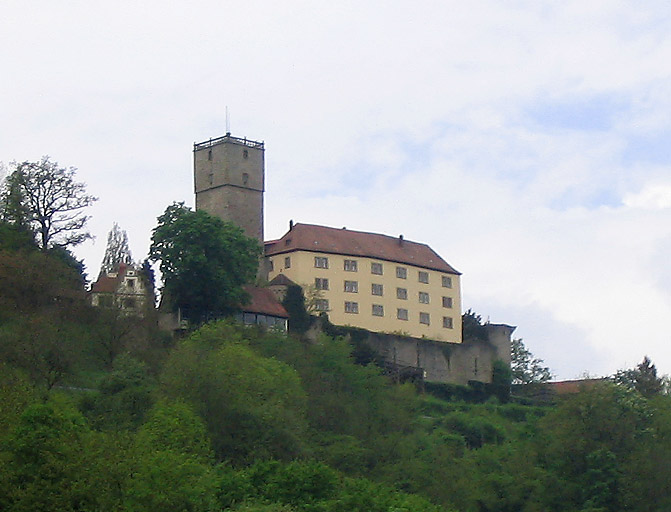
Burg Guttenberg auf dem Bergsporn zwischen Mühlbach- und Neckartal

In Bad Rappenau speist der Mühlbach sowohl den Wassergraben vom Wasserschloss Bad Rappenau als auch den See im für die Landesgartenschau 2008 komplett umgestalteten Kurpark. Der Dobach, der östlich von Bad Rappenau in den Mühlbach mündet, passiert vorher den Maierhof, einstiger Wohnsitz der Verwalter des Zimmerhofs. Nördlich davon fließt der Tiefenbach zu, an ihm liegen der 1709 gegründete Kohlhof und eine römische Villa rustica beim aufgestauten Römersee. Am Südhang der beginnenden Schlucht des noch weiter talabwärts von Nordosten zufließenden Schlierbachs liegt der große, seit dem 16. Jahrhundert bestehende Jüdische Friedhof Heinsheim. Wenig vor der Mündung erhebt sich auf dem Bergsporn zwischen Mühlbach- und Neckartal die seit 1232 nachgewiesene Burg Guttenberg.

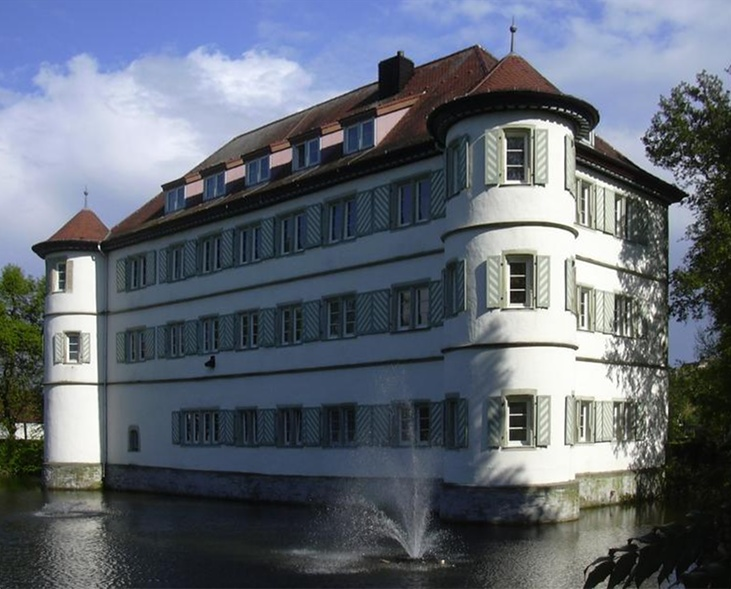
Wasserschloss Bad Rappenau
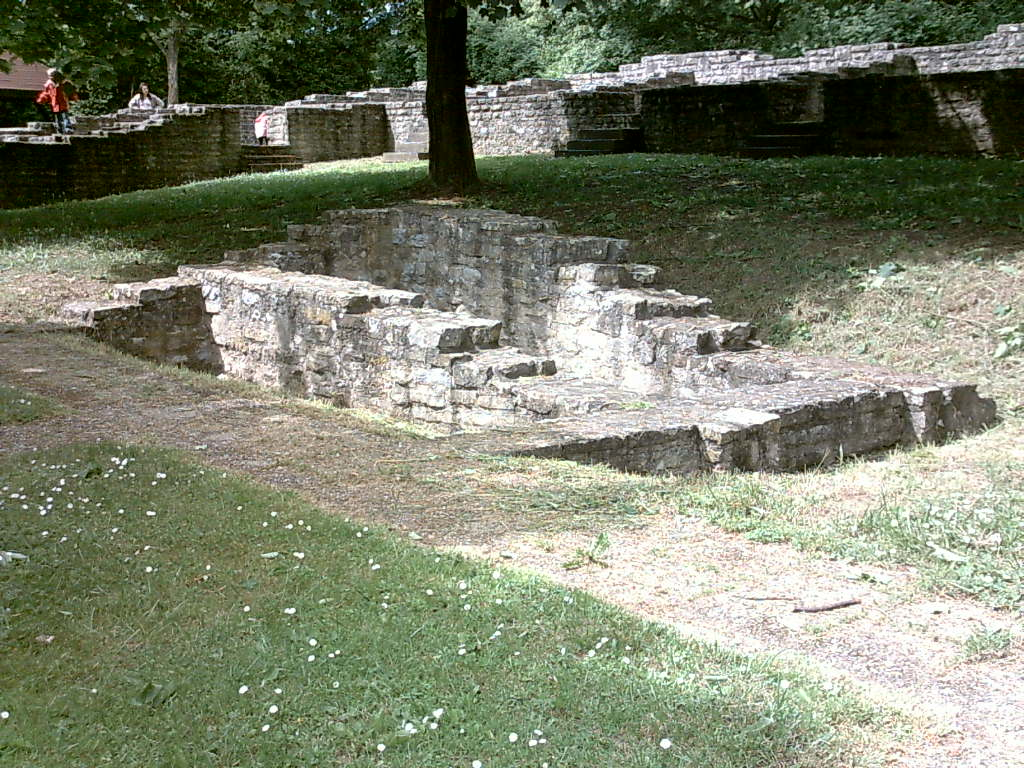
Villa rustica beim Römersee
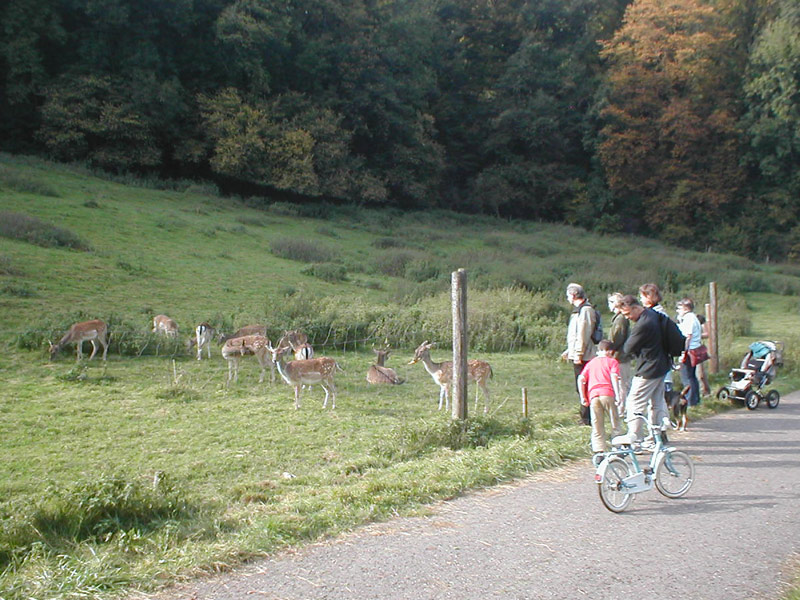
Wildgehege bei der Sommersmühle
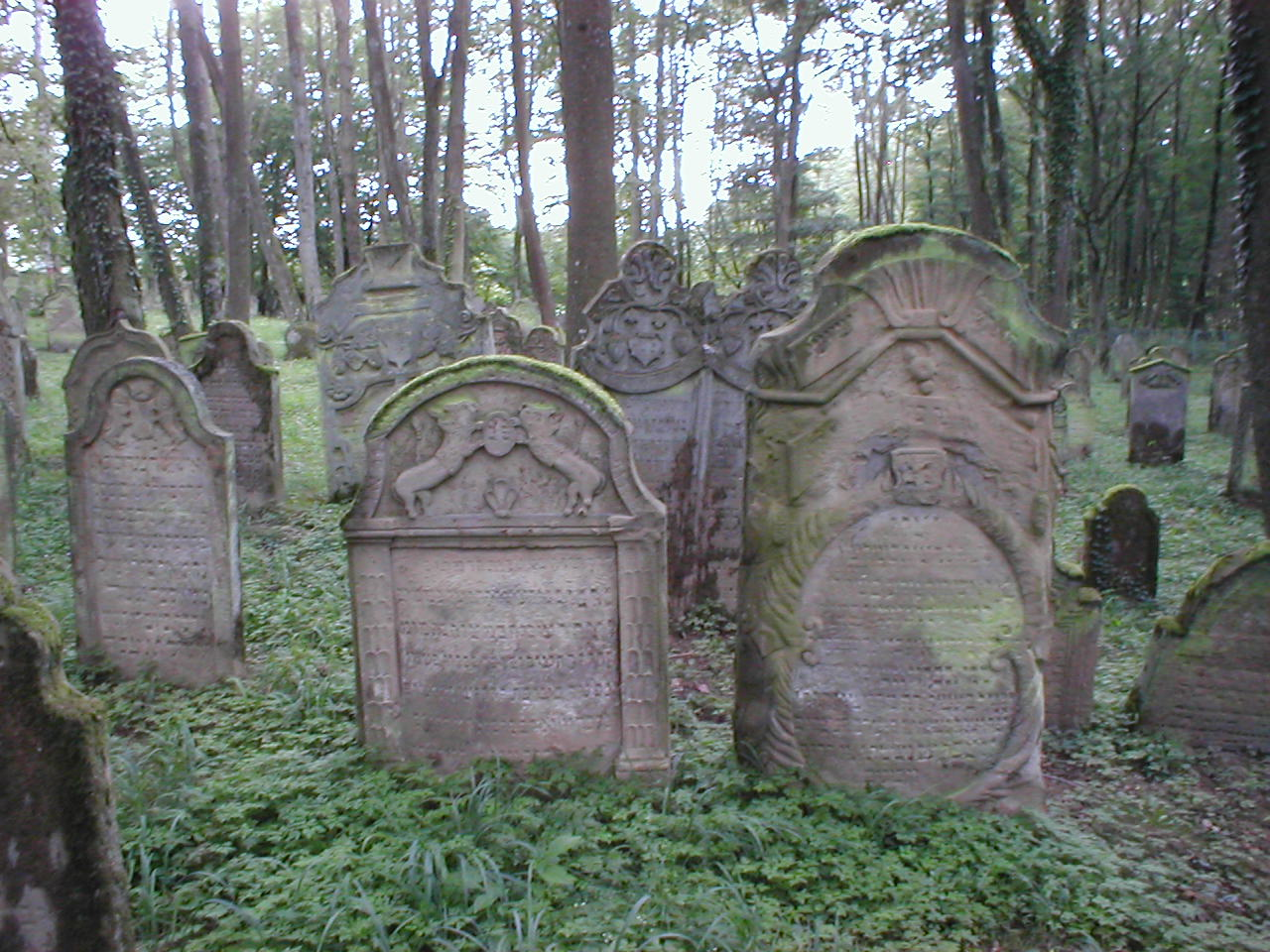
Heinsheimer Judenfriedhof